# 小行星5580
小行星5580（英語：5580 Sharidake）是一颗围绕太阳公转的小行星。1988年9月10日，圓舘金、渡邊和郎在北见发现了此天体。
这颗小行星的绝对星等为35.03906等。